# Ákos Buttykay
Ákos Buttykay [åkoʃ b'utikoj] (ur. 22 lipca 1871 w Halmeu, zm. 26 października 1935 w Debreczynie) – węgierski kompozytor i pianista.
Buttykay urodził się w 1871 r. w siedmiogrodzkim Halmi, tam też się wychował. Kształcenie muzyczne rozpoczął w 1896 r. w Budapeszcie. Tam jego nauczycielami kompozycji i gry fortepianowej byli: Victor von Herzfeld, István Thomán oraz Bernhard Stavenhagen. Po ukończeniu konserwatorium zaproponowano mu posadę wykładowcy w Akademii Muzycznej, którą przyjął w 1907 r. W zawodzie pracował do 1923 r., zyskując tytuł profesora zwyczajnego. Jako pianista Ákos Buttykay występował podczas licznych tourné po krajach Europy i obu Ameryk. Buttykay w 1923 r. z powodu złego stanu zdrowia przeszedł na emeryturę i zaniechał koncertowania. Jednak mimo wszystko dalej pozostał aktywnym kompozytorem. 
Jego muzyka charakteryzuje się kontynuacją tradycji neoromantycznej. Pozostawił po sobie wiele utworów, wśród których przeważają symfonie i operetki. Jednak jako kontynuator węgierskiej muzyki neoromantycznej Buttykany nawiązywał swoją twórczością do dzieł Ferenca Liszta. Skomponował rozbudowaną rapsodię (Rapsodia węgierska) oraz utwór orkiestrowy-fantazję.
| tytuł              | forma              | przeznaczenie         | tytuł oryginalny | rok powstania |
| ------------------ | ------------------ | --------------------- | ---------------- | ------------- |
| Scherzo            | orkiestrowa        |                       |                  | 1898          |
| Symfonia cis-moll  | symfonia           |                       |                  | 1900          |
| Symfonia d-moll    | symfonia           |                       |                  | 1902          |
| Fantazja           | fantazja           | fortepian i orkiestra |                  | 1902          |
| Profanatorzy       | poemat symfoniczny | orkiestra, wokal      | Az ünneprontók   | 1905          |
| Król hultajów      | operetka           |                       | A cisbészkirály  | 1907          |
| Happy end          | operetka           |                       |                  | 1930          |
| Rapsodia węgierska | rapsodia           |                       | Magyar rapszódia | 1931          |
| Srebrna mewa       | operetka           |                       | Az ezüstsirály   |               |

## Odznaczenia
- Krzyż Jubileuszowy dla Cywilnych Funkcjonariuszów Państwowych (Austro-Węgry)
- Order Medżydów III klasy (Imperium Osmańskie)